# Sibby Flowers
Sibby Flowers (* 1963 in Carrollton, Georgia als Sibby Harris) ist eine ehemalige US-amerikanische Gewichtheberin.

## Leben
Sibby Flowers wuchs in Carrollton auf. Sie war sportlich gut veranlagt und betrieb auf der High School Gymnastik und Leichtathletik. Als Mitte der 1980er Jahre Gewichtheben für Frauen populär wurde, verschrieb sie sich dieser Sportart, ging dazu nach Savannah und trainierte bei Trainer John Coffee. Bei den ersten Weltmeisterschaften für Frauen in Daytona Beach gewann sie eine Bronzemedaille im Mehrkampf in der Klasse bis 44 kg Körpergewicht. Auch in der Folgezeit startete sie sehr erfolgreich bei den Weltmeisterschaften. Ein Titelgewinn war ihr aber nicht vergönnt.
Sibby Flowers arbeitete nach ihrer aktiven Sportlerzeit als Trainerin und lebt derzeit in Knoxville.

## Internationale Erfolge
(WM = Weltmeisterschaft, KG = Körpergewicht)
- 1987, 3. Platz, WM in Daytona Beach, bis 44 kg KG;
- 1989, 7. Platz, WM in Manchester, bis 44 kg KG, mit 127,5 kg, Siegerin: Xing Fen, China, 165 kg vor N. Kunjarani Devi, Indien, 132,5 kg;
- 1990, 4. Platz, WM in Sarajevo, bis 44 kg KG, mit 135 kg, hinter Xiangmei Wu, China, 152,5 kg, Saito Satomi, Japan, 140 kg und Bastiah Said, Indonesien, 135 kg;
- 1991, 3. Platz, WM in Donaueschingen, bis 44 kg KG, mit 140 kg, hinter Xing Fen, 162,5 kg und Kunjarani Devi, 142,5 kg;
- 1992, 3. Platz, WM in Warna, bis 44 kg KG, mit 140 kg;
- 1993, 5. Platz, WM in Melbourne, bis 46 kg KG, mit 145 kg, Siegerin: Chu Nan-Mei, Taiwan, 152,5 kg vor Yu Shin-Fen, Taiwan, 147,5 kg;
- 1994, 7. Platz, WM in Istanbul, bis 46 kg KG, mit 150 kg, Siegerin: Yun Yanhong, China, 180 kg vor Kunjarani Devi, 167,5 kg;
- 1995, 7. Platz, WM in Guangzhou, bis 46 kg KG, mit 147,5 kg

## Medaillen Einzeldisziplinen
- WM-Bronzemedaillen: 1991, Stoßen, 80 kg - 1992, Reißen, 62,5 kg

## USA-Meisterschaften
- 1987, 1. Platz, bis 44 kg KG, mit 105 kg;
- 1988, 1. Platz, bis 44 kg KG, mit 117,5 kg;
- 1989, 1. Platz, bis 48 kg KG, mit 107,5 kg;
- 1990, 1. Platz, bis 44 kg KG, mit 127,5 kg;
- 1992, 1. Platz, bis 44 kg KG, mit 145 kg;
- 1993, 1. Platz, bis 46 kg KG, mit 142,5 kg;
- 1994, 1. Platz, bis 46 kg KG, mit 140 kg;
- 1995, 1. Platz, bis 46 kg KG, mit 145 kg;
- 1996, 1. Platz, bis 46 kg KG, mit 140 kg